# AL 444-2
AL 444-2 è il numero di repertorio che identifica il fossile di Australopithecus afarensis ritrovati nel 1992 a Hadar in Etiopia da Yoel Rak. L'età del reperto è stata stimata a 3 milioni di anni fa.

## Descrizione
AL 444-2, oltre ad essere uno dei più grandi crani della specie trovato fino ad oggi, fu la prima scoperta di un cranio e di una mandibola tra loro associati. Appartenevano ad un maschio e, sulla base della forte usura dei denti, si pensa fosse di età avanzata. La sua capacità cranica è di circa 550 cm3.
Prima della sua scoperta, l'Australopithecus afarensis era conosciuta solo da frammenti di vari crani e da una successive ricostruzioni, la cui accuratezza era messa in dubbio; questa scoperta confermò le caratteristiche essenziali dell'ominide.